# Stenocosmia
Stenocosmia es un género de coleópteros adéfagos de la familia Carabidae.

## Especies
Contiene las siguientes especies:
- Stenocosmia angusta Rivalier, 1965
- Stenocosmia tenuicollis (Fairmaire, 1904)